# Hebe vernicosa
Hebe vernicosa é uma espécie de planta do gênero Hebe.